# Apeadeiro de Carvalhos de Figueiredo
O Apeadeiro de Carvalhos de Figueiredo é uma gare ferroviária do Ramal de Tomar, que serve a localidade de Carvalhos de Figueiredo, no concelho de Tomar, em Portugal.

## História
O Ramal de Tomar abriu à exploração em 24 de Setembro de 1928.